# Roi-prêtre
Le roi-prêtre est une notion théocratique qui varie selon les historiens et les pays concernés.
C'est notamment une notion concernant en particulier les Aztèques, la Perse et l'Inde.